# Från Lapplands fjäll och sjöar
Från Lapplands fjäll och sjöar är en sång med text från 1819 av Reginald Heber och musik av Lowell Mason. Sången översattes till svenska 1852 av Betty Ehrenborg-Posse och har i olika psalmböcker getts varierande inledning och smärre förändringar i texten sen dess.

## Publicerad i
- Metodistkyrkans psalmbok 1896 med inledningen Från Grönlands frusna fjellar som nr 414 under rubriken "Missionen".
- Musik till Frälsningsarméns sångbok 1907 som nr 97.
- Frälsningsarméns sångbok 1929 som nr 559 under rubriken "Mission".
- Frälsningsarméns sångbok 1968 som nr 520 under rubriken "Mission".
- Frälsningsarméns sångbok 1990 som nr 666 under rubriken "Tillsammans i världen".